# Przyjęcie Żydów (obraz Jana Matejki)
Przyjęcie Żydów, inaczej Przyjęcie Żydów roku pańskiego 1096 – trzecie przedstawienie z serii dwunastu obrazów Dzieje cywilizacji w Polsce autorstwa Jana Matejki. Namalowany techniką olejną na płótnie w okresie od 9 maja do sierpnia 1889 roku, posiada wymiary 140,4 × 199 cm. Wykonany na zlecenie Arnolda Rappaporta i przez niego zakupiony. Obecnie cały cykl znajduje się w zbiorach Zamku Królewskiego w Warszawie.

## Opis obrazu
Przedstawienie idei, jaką miało być ukazanie wysokiego poziomu intelektualności i moralności Polski w okresie piastowskim za czasów panowania księcia Władysława Hermana. Władca wraz z rodziną i dworem ukazany jest w momencie posłuchu wygnańców żydowskich proszących o azyl, w których imieniu przemawia wobec niego klęczący Beniamin z Tudeli. Herman przedstawiony został jako starzec w pozie i geście zasłuchania, zadumy nad podjętą pozytywną decyzją.
Na lewo od niego stoją dwaj jego synowie; Bolesław Krzywousty, ukazany jako młodzieniec w zbroi z mieczem w dłoni, co ma za zadanie symbolicznie ukazywać jego przychylność wobec przybyszów, być może w nadziei zyskania od nich środków na wyprawy. Drugi, starszy brat, Zbigniew, ukazuje zgoła odmienną reakcję, swoistą zawiść i zazdrość, niechęć do przybyłych, wypuszcza sokoła na gołębie, co stanowi zwiastun jego przyszłego zakazu osiedlania się Żydów na Mazowszu, będącego elementem jego dzielnicy. Za władcą natomiast znajduje się Sieciech, tutaj ukazany jako osoba najbliższego zaufania, wywierająca niejaki wpływ na decyzje władcy, co odczytać można poprzez symbolicznie umieszczoną dłoń na tronie, w drugiej natomiast worek kosztowności, świadczący o przekupstwie, co również dotyczy żony Władysława Hermana, Judyty. Księżna stoi na galerii, oglądając piękny dar, jakim jest kasetka hiszpańskiej roboty, którą chwali znawczym okiem stojący obok słynny rzeźbiarz Leopardus, co notabene pozytywnie przechyla szalę decyzji. Z okna powyżej wychylają się Stefan Biskup z jego następcą Aleksandrem, rozmawiając o wykończeniu katedry gnieźnieńskiej.
Powracając do grupy ludzi otaczających władcę – za Sieciechem, w formie straży stoją rycerze Skarbimir i Żelisław, na prawo zaś od tej grupy znajduje się Magnus, były wielkorządca Wrocławia, uśmiechający się kpiąco na widok psa wyrywającego się spod kontroli giermka niosącego przy okazji poczęstunek dla przybyłych. Nieopodal stojący święty Otton ukazuje zasmucenie, interpretując wydarzenie jako podkopujące wiarę chrześcijańską. Stojący w pobliżu arcybiskup Marcin trzyma w rękach gotowy edykt, w którym owe zdarzenie już zostało pomyślnie opisane. Ponadto pojawiają się również pewne symboliczne aspekty pozytywnej zgody, opisane przez samego Jana Matejkę:
Pomyślność Żydom zapowiada powiew chorągwi, pod którą konwowujące rota jeszcze przychylniej z powrotem prowadzić ich będzie, chociaż jak w stolicy państwa Płocku, tak i na bogatem, choć słomą krytem Mazowszu po wiek XIII pozostać niedozwoli.

## Historyczna akuratność
Matejko przedstawił nam wydarzenie fikcyjne, nie będące w pełni udokumentowane historycznie. Scena natomiast nawiązuje do autentycznego zjawiska napływu osadników żydowskich na ziemie polskie, uciekających z Europy Zachodniej po tamtejszych pogromach spowodowanych przygotowaniami do pierwszej krucjaty, co zaowocowało wędrówką Żydów na przestrzeni dziejów do XI wieku.
Inspiracją do datowania obrazu został odbyty w 1096 roku pogrom żydowski w jednej z najstarszych gmin żydowskich Europy Środkowej, znajdującej się w czeskiej Pradze.
Scena rozgrywa się przed katedrą romańską w Płocku, gród postrzegano ówcześnie jako stolicę kraju, istotnie będącą rezydencją Władysława Hermana od 1080 roku. Z prawej strony obrazu zobaczyć można ganek i dwudzielne okno (biforium), co składa się na fragment obrazu istotnie znajdującego się w XI wieku naprzeciw katedry.
Klęczący przed księciem Beniamin z Tudeli jest, jak wszyscy przedstawieni na obrazie, postacią autentyczną, lecz żyjącą około 100 lat po ukazanym wydarzeniu. Był on podróżnikiem żydowskim, zapewne kupcem wędrującym po Europie, który na dodatek prawdopodobnie nigdy nie dotarł na ziemie polskie, stanowi tutaj jednakowoż istotny element z uwagi na żydowską historię kulturalną.
Obaj synowie księcia również, na potrzeby obrazu, zostali “fikcyjnie” ukazani. Są to autentyczne postacie, lecz w pewnym stopniu została tutaj naciągnięta historyczna nić. Bolesław Krzywousty bowiem ma w owym czasie lat 11, a Zbigniew fizycznie nie powinien się znajdować w danym miejscu i czasie, jako że ówcześnie przesiadywał w więzieniu u wojewody Sieciecha za zebranie buntowników przeciwko ojcu i dopiero w 1097 roku przywrócony został do życia publicznego. Ze względu jednak na przekaz i wymowę obrazu obecność ich obojga jest kluczowa.

## Przekaz i wymowa obrazu
Umieszczenie przez Matejkę licznych osób związanych ze sztuką, głównie artysty Leopardusa, kapelana na dworze Krzywoustego w latach 1129–1137, na tle zabytkowej architektury miało na celu, obok głównego wątku, zwrócenie uwagi na wysoki poziom kultury, cywilizacji, na dworze książęcym w Płocku, a co się z tym wiąże, całej Polski Piastów.
Seria obrazów Dzieje cywilizacji w Polsce nie bez powodu skupia się w większości na epoce Piastów, z której wydarzenia poświęcone są aż na sześciu malunkach z dwunastu. Istnieje więc sześć dzieł powstałych wokół tej tematyki, w tym jedno wykreowane, z tego powodu, że problem ten stanowi dobrą ilustrację wizji Matejki wobec dziejów cywilizacji polskiej, jak sam komentuje:
Po łupieżach, mordach i pożogach dokonywanych w Europie, Żydzi znajdują oddech i osłonę w Polsce pod pieczą Władysława Hermana.
Jednak z punktu widzenia interesów publicznych artysta wyraża tutaj swoją opinię negatywnie, ukazując obawę wykorzystania polskiej wielkoduszności przez przybyszów, jako błagających, lecz jednocześnie przekupiający w chęci uzyskania przychylności księcia wraz z jego otoczeniem. Herman jest gościnny i tolerancyjny w dobrej wierze, jego uczynek jest szlachetny, lecz stanowi zarazem błąd polityczny, co autor pokazuje w przeczuciach innych bohaterów. Według Jarosława Krawczyka […] trzeci szkic opowiada historię przekupstwa, dzięki któremu obcy etnicznie element wtargnął w dzieje Polski. […] ideą przewodnią jest dla artysty pokazanie w ciągu rozwojowym także negatywnych skutków polityki nadmiernie służącej “cywilizacji”, miast Kościołowi i Państwu.

## Szkic do obrazu
Przed powstaniem finałowej postaci, powstały cztery rysunki kompozycyjne (ofiarowane później Gorzkowskiemu). Finałowy szkic powstał na desce mahoniowej o wymiarach 21,5 × 29 cm, z dominującą, brązową tonacją kolorystyczną, brakiem szczegółowości. W stosunku do obrazu podobieństwo wykazane jest jedynie w ogólnym schemacie kompozycji, jest tutaj spora modyfikacja poprzez przemieszczenie grup.
1937-38 w posiadaniu wnuczki artysty, Marii z Kirchmayerów Nowińskiej.
Interesujący jest tutaj aspekt zadatowania powstania finałowego szkicu, który nie jest do końca znany. Wiadomo, że istniał w 1889 roku, gdyż powstał już obraz Matejki wraz z komentarzem do niego, a także Arnold Rappaport, galicyjski prawnik i działacz polityczny o żydowskim pochodzeniu, zamówił wykonanie tego obrazu w dużych rozmiarach, być może w pewien sposób wpływając na tematykę dzieła.
Pojawiają się pewne przypuszczenia, następuje trudność, nie pasuje on bowiem ani do szkiców o tematyce Państwo-Kościół, ani do innych, o tematyce kultura-nauka. Jednakowoż zdaniem J. Krawczyka:
W cyklu cywilizacyjnym wydaje się ona [scena przyjęcia Żydów] jak najbardziej na miejscu, ponieważ nic lepiej nie może symbolizować wysokiego poziomu cywilizacji młodego narodu niż ten akt zarazem gościnności i tolerancji.
Wskazuje on ponadto miejsce Przyjęcia Żydów […] w szeregu, który miał przedstawiać wszystkie przeszkody cywilizacji w Polsce.
Owe przeszkody pojawiają się już na obrazach wcześniejszych z cyklu (Chrzest Litwy – sierpień, W Łęczycy pierwszy sejm – październik, Klęska lignicka – listopad), można więc wnioskować, że szkic obrazu powstał w drugiej połowie 1888 r. między wrześniem a listopadem, zaraz po ukończeniu przez Matejkę dwóch szkiców związanych programowo z Uniwersytetem i Chrztu Litwy. Zatem termin najpóźniejszy to listopad, w grudniu bowiem Matejko był już zajęty malowaniem szkiców do Powtórnego zajęcia Rusi i Konstytucji 3 maja.